# Hůrky (přírodní památka)
Hůrky je přírodní památka poblíž obce Velké Heraltice v okrese Opava. Chráněné území zaujímá část severních svahů ve stejnojmenném lese, asi 2,5 km severozápadně od Velkých Heraltic. Důvodem ochrany je lesní porost přirozeného charakteru s vysokým zastoupením jesenického modřínu a borovice lesní.